# Torjus Sleen
Torjus Sleen (Tønsberg, 30 marzo 1997) è un ex ciclista su strada norvegese, professionista dal 2021 al 2022.

## Palmarès

### Strada
- 2018 (Uno-X Norwegian Development Team, una vittoria)

Campionati norvegesi, Prova  in linea Under-23

#### Altri successi
- 2018 (Uno-X Norwegian Development Team)

Classifica giovani Czech Cycling Tour
- 2019 (Uno-X Norwegian Development Team)

Classifica giovani Okolo Slovenska

## Piazzamenti

### Classiche monumento
- Liegi-Bastogne-Liegi

2022: 113º

### Competizioni mondiali
- Campionati del mondo

Ponferrada 2014 - In linea Junior: 102º
Richmond 2015 - Cronometro Junior: 20º
Richmond 2015 - In linea Junior: 77º
Bergen 2017 - Cronosquadre: 15º
Innsbruck 2018 - In linea Under-23: 59º
Yorkshire 2019 - In linea Under-23: 10º

### Competizioni europee
- Campionati europei

Nyon 2014 - In linea Junior: ritirato
Tartu 2015 - Cronometro Junior: 11º
Tartu 2015 - In linea Junior: 23º